# 立陶宛国徽
立陶宛國徽為盾徽，紅色盾面上一位身著銀裝的騎士跨在一匹白色的駿馬上，右手揮一把銀劍，左手持藍地鑲金黃色雅蓋隆雙十字的盾牌。現時的版本於1991年啟用，以取代前苏联时期曾经使用的加盟共和国国徽。立陶宛總統使用的版本盾外有獨角獸和獅鷲守護。議會版本則再添大公冠，下有格迪米納斯柱，並書以格言「讓統一盛放」。